# IATA空港コードの一覧/I
IATA空港コードの一覧: A - B - C - D - E - F - G - H - I - J - K - L - M - N - O - P - Q - R - S - T - U - V - W - X - Y - Z

## I
この一覧では次のような形式で羅列する。
- IATAコード (ICAOコード) – 空港名 – 空港の所在地

### IA
- IAA (UOII) – イガルカ空港 – クラスノヤルスク地方イガルカ、ロシア連邦
- IAB (KIAB) – McConnell AFB – カンザス州ウィチタ、アメリカ合衆国
- IAD (KIAD) – ワシントン・ダレス国際空港 – ワシントンD.C.、アメリカ合衆国
- IAG (KIAG) – ナイアガラフォールズ国際空港 – ニューヨーク州ナイアガラフォールズ、アメリカ合衆国
- IAH (KIAH) – ジョージ・ブッシュ・インターコンチネンタル空港 – テキサス州ヒューストン、アメリカ合衆国
- IAM (DAUZ) – イナメナス空港 – イナメナス、アルジェリア民主人民共和国
- IAN (PAIK) – Bob Baker Memorial 空港 – アラスカ州Kiana、アメリカ合衆国
- IAR (UUDL) – トゥノシナ空港 – ヤロスラヴリ州ヤロスラヴリ、ロシア連邦
- IAS (LRIA) – ヤシ国際空港 – ヤシ、ルーマニア

### IB
- IBA (DNIB) – イバダン空港 – オヨ州イバダン、ナイジェリア連邦共和国
- IBM (KIBM) – キムボール市営空港（Robert E. Arraj Field）– ネブラスカ州キムボール、アメリカ合衆国
- IBN (PABN) – Devils Mountain ロッジ空港 – Nabesna, Alaska、アメリカ合衆国
- IBO (KIBO) – Idabel 空港 – Idabel, Oklahoma、アメリカ合衆国
- IBR (RJAH) – 茨城空港 – 茨城県小美玉市、日本
- IBZ (LEIB) – イビサ空港 – イビサ島、ギリシャ共和国

### IC
- ICL (KICL) – Schenck Field – Clarinda, Iowa、アメリカ合衆国
- ICN (RKSI) – 仁川国際空港 – 仁川広域市（ソウル特別市近郊）、大韓民国
- ICT (KICT) – ウィチタ・ミッド・コンティエント空港 – カンザス州ウィチタ、アメリカ合衆国

### ID
- IDA (KIDA) – アイダホフォールズ地域空港 – アイダホ州アイダホフォールズ、アメリカ合衆国
- IDF (FZCB) – Idiofa 空港 – Idiofa、コンゴ民主共和国
- IDG (KIDG) – アイダグローブ市営空港 – アイオワ州アイダグローブ、アメリカ合衆国
- IDI (KIDI) – Indiana County-Jimmy Stewart 空港（Jimmy Stewart Field）– ペンシルベニア州インディアナ、アメリカ合衆国
- IDL (KIDL) – Indiana 市営空港 – ペンシルベニア州インディアナ、アメリカ合衆国
- IDP (KIDP) – インディペンデンス市営空港 – カンザス州インディペンデンス、アメリカ合衆国
- IDR (VAID) – Devi Ahilyabai Holkar 国際空港 – マディヤ・プラデーシュ州インドール, インド

### IE
- IEG (EPZG) – ジェロナ・グラ空港 – ジェロナ・グラ、ポーランド共和国
- IEJ (RORE) – 伊江島空港 – 沖縄県伊江村、日本
- IEM (PAWR) – Whittier 空港 – アラスカ州Whittier、アメリカ合衆国
- IEN (KIEN) – パインリッジ空港 – サウスダコタ州パインリッジ、アメリカ合衆国
- IER (KIER) – ナキトッシュ地域空港 – ルイジアナ州ナキトッシュ、アメリカ合衆国
- IEV (UKKK) – キーウ・ジュリャーヌィ国際空港 – キーウ、ウクライナ

### IF
- IFA (KIFA) – アイオワフォールズ市営空港 – アイオワ州アイオワフォールズ、アメリカ合衆国
- IFJ (BIIS) – イーサフィヨルズゥル空港 – イーサフィヨルズゥル、アイスランド
- IFN (OIFM) – エスファハーン・シャヒード・ベヘシュティー国際空港 – エスファハーン、イラン・イスラム共和国
- IFO (UKLI) – イヴァーノ＝フランキーウシク国際空港 – イヴァーノ＝フランキーウシク、ウクライナ
- IFP (KIFP) – ラフリン・ブルヘッドシティ国際空港 – アリゾナ州ブルヘッドシティ、アメリカ合衆国

### IG
- IGD (LTCT) – ウードゥル空港 – ウードゥル県ウードゥル、トルコ共和国
- IGG (PAIG) – Igiugig 空港 – アラスカ州Igiugig、アメリカ合衆国
- IGM (KIGM) – キングマン空港 – アリゾナ州キングマン、アメリカ合衆国
- IGQ (KIGQ) – ランシング市営空港 – イリノイ州シカゴ、アメリカ合衆国
- IGR (SARI) – イグアスの滝国際空港 – アルゼンチン共和国
- IGT (PAGT) – Nightmute 空港 – アラスカ州Nightmute、アメリカ合衆国
- IGU (SBFI) – フォス・ド・イグアス国際空港 – パラナ州フォス・ド・イグアス、ブラジル連邦共和国
- IGX (KIGX) – Horace Williams 空港 – ノースカロライナ州チャペルヒル、アメリカ合衆国

### IH
- IHN (OYQN) – Qishn 空港 – Qishn、イエメン共和国
- IHR (OIZI) –  Iranshahr空港 – Iranshahr、イラン・イスラム共和国

### II
- IIK (PAKI) – Kipnuk 空港 – アラスカ州Kipnuk、アメリカ合衆国
- IIL (OICI) – イーラーム空港 – イーラーム、イラン・イスラム共和国
- IIY (KIIY) – ワシントン・ウィルクス郡空港 – ジョージア州ワシントン、アメリカ合衆国

### IJ
- IJD (KIJD) – ウインドハム空港 – コネチカット州ウィルマンチック、アメリカ合衆国
- IJX (KIJX) – ジャクソンビル市営空港 – イリノイ州ジャクソンビル、アメリカ合衆国

### IK
- IKA (OIIE) – エマーム・ホメイニー国際空港 – テヘラン、イラン・イスラム共和国
- IKG (KIKG) – Kleberg 郡空港 – テキサス州キングズビル、アメリカ合衆国
- IKI (RJDB) – 壱岐空港 – 長崎県壱岐市、日本
- IKK (KIKK) – グレイターカンカキー空港 – イリノイ州カンカキー、アメリカ合衆国
- IKO (PAKO) – Nikolski Air Station – アラスカ州Nikolski、アメリカ合衆国
- IKS (UEST) – ティクシ空港 – サハ共和国ティクシ、ロシア連邦
- IKT (UIII) – イルクーツク国際空港 – イルクーツク、ロシア連邦
- IKU (UCFL) – イシク・クル国際空港 – イシク・クル州Tamchy、キルギス共和国

### IL
- ILE (KILE) – Skylark Field – テキサス州キリーン、アメリカ合衆国
- ILF (CZBD) – Ilford 空港 – マニトバ州Ilford、カナダ
- ILG (KILG) – ニューカッスル空港 – デラウェア州ウィルミントン、アメリカ合衆国
- ILI (PAIL) – Iliamna 空港 – アラスカ州Iliamna、アメリカ合衆国
- ILL (KILL) – Willmar 市営空港（John L. Rice Field）– ミネソタ州Willmar、アメリカ合衆国
- ILM (KILM) – ウィルミントン国際空港 – ノースカロライナ州ウィルミントン、アメリカ合衆国
- ILN (KILN) – Wilmington Air park – オハイオ州ウィルミントン、アメリカ合衆国
- ILO (RPVI) – イロイロ国際空港 – イロイロ州イロイロ、フィリピン共和国
- ILQ (SPLO) – Ilo 空港 – モケグア県Ilo、ペルー共和国
- ILR (DNIL) – イロリン国際空港 – クワラ州イロリン、ナイジェリア連邦共和国
- ILU (HKKL) –Kilaguni 空港 – Kilaguni、ケニア共和国

### IM
- IMI – イーネ空港 – アルノ環礁、マーシャル諸島
- IML (KIML) – インペリアル市営空港 – ネブラスカ州インペリアル、アメリカ合衆国
- IMM (KIMM) – Immokalee 空港 – フロリダ州Immokalee、アメリカ合衆国
- IMO (FEFZ) – ゼミオ空港 – オー・ムボム州ゼミオ、中央アフリカ共和国
- IMS (KIMS) – マディソン市営空港 – インディアナ州マディソン、アメリカ合衆国
- IMT (KIMT) – フォード空港 – Iron Mountain Kingsford, Michigan、アメリカ合衆国

### IN
- IND (KIND) – インディアナポリス国際空港 – インディアナ州インディアナポリス、アメリカ合衆国
- INJ (KINJ) – ヒルズボロ市営空港 – テキサス州ヒルズボロ、アメリカ合衆国
- INK (KINK) – Winkler 郡空港 – テキサス州ウインク、アメリカ合衆国
- INL (KINL) – フォールズ国際空港 – ミネソタ州インターナショナルフォールズ、アメリカ合衆国
- INM (YINN) - Innamincka 空港
- INN (LOWI) – インスブルック空港 – インスブルック、オーストリー共和国
- INR (PAIN) – マッキンリー国立公園空港 – アラスカ州マッキンリーパーク、アメリカ合衆国
- INS (KINS) – Creech 空軍基地 – ネバダ州インディアナスプリング、アメリカ合衆国
- INT (KINT) – Smith Reynolds 空港 – ノースカロライナ州ウィンストン・セーラム、アメリカ合衆国
- INU (ANYN) – ナウル国際空港 – ヤレン地区、ナウル共和国
- INW (KINW) – ウィンズロー・リンドバーグ地域空港 – アリゾナ州ウィンズロー、アメリカ合衆国

### IO
- IOA (LGIO) – Ioannina National 空港 – ヨアニナ、ギリシャ共和国
- IOB (KIOB) – Mount Sterling-Montgomery 郡空港 – ケンタッキー州マウントスターリング、アメリカ合衆国
- IOM (EGNS) – マン島空港（または Ronaldsway 空港）– マン島Ronaldsway、イギリス
- IOW (KIOW) – アイオワシティ市営空港 – アイオワ州アイオワシティ、アメリカ合衆国

### IP
- IPJ (KIPJ) – リンカーントン・リンカーン郡地域空港 – ノースカロライナ州リンカーントン、アメリカ合衆国
- IPL (KIPL) – インペリアル郡空港 – カリフォルニア州インペリアル、アメリカ合衆国
- IPT (KIPT) – ウィリアムズポート地域空港 – ペンシルベニア州ウィリアムズポート、アメリカ合衆国
- IPH (WMKI) – スルタン・アズラン・シャー空港 – ペラ州イポー、マレーシア

### IQ
- IQM (ZWCM) - チャルチャン空港 - 新疆ウイグル自治区チャルチャン県、中華人民共和国
- IQQ (SCDA) – Diego Aracena 空港 – イキケ、チリ共和国
- IQT (SPQT) – コロネル・FAP・フランシスコ・セカダ・ビグネッタ国際空港 – ロレート県イキトス、ペルー共和国

### IR
- IRK (KIRK) – カークスビル地域空港 – ミズーリ州カークスビル、アメリカ合衆国
- IRO (FEFI) – Biraro 空港 – Biraro、中央アフリカ共和国
- IRS (KIRS) – Kirsch 市営空港 – ミシガン州スタージス、アメリカ合衆国

### IS
- ISB (OPRN) – イスラマバード国際空港 – イスラマバード、パキスタン・イスラム共和国
- ISB (KISB) – Sibley 市営空港 – Sibley, Iowa、アメリカ合衆国
- ISG (ROIG) – 石垣空港（南ぬ島石垣空港） – 沖縄県石垣市、日本
- ISM (KISM) – Kissimmee Gateway 空港 – フロリダ州オーランド、アメリカ合衆国
- ISN (KISN) – スローリン・フィールド国際空港 – ノースダコタ州ウィリストン、アメリカ合衆国
- ISO (KISO) – Kinston Regional Jetport (at Stallings Field) – Kinston, North Carolina、アメリカ合衆国
- ISP (KISP) – ロングアイランド・マッカーサー空港 – Islip, New York、アメリカ合衆国
- ISQ (KISQ) – スクールクラフト郡空港 – ミシガン州マニスチーク、アメリカ合衆国
- IST (LTBA) – アタテュルク国際空港 – イスタンブール、トルコ共和国
- ISW (KISW) – Alexander Field サウスウッド郡空港 – Wisconsin Rapids, Wisconsin、アメリカ合衆国

### IT
- ITH (KITH) – Ithaca Tompkins 地域空港 – ニューヨーク州イサカ、アメリカ合衆国
- ITM (RJOO) – 大阪国際空港 – 兵庫県伊丹市（大阪近郊）、日本
- ITO (PHTO) – ヒロ国際空港 – ハワイ州ヒロ、アメリカ合衆国
- ITR (KITR) – Kit Carson 郡空港 – コロラド州バーリントン、アメリカ合衆国
- ITU(UHSI) – ヤースヌイ空港 – サハリン州クリル管区イトゥルップ島、ロシア連邦 / 北海道択捉島紗那村、日本

### IU
- IUE (NIUE) – ニウエ国際空港 – アロフィ、ニウエ

### IV
- IVC (NZNV) – インバーカーギル空港 – インバーカーギル、ニュージーランド
- IVL (EFIV) – イバロ空港 – イバロ、フィンランド共和国
- IVR (YIVL) – インベレル空港 – ニューサウスウェールズ州インベレル、オーストラリア連邦

### IW
- IWA (KIWA) – Williams Gateway 空港 – アリゾナ州フェニックス、アメリカ合衆国
- IWD (KIWD) – ゴギービック・アイアン郡空港 – ミシガン州アイアンウッド、アメリカ合衆国
- IWH (KIWH) – ウォバシュ市営空港 – インディアナ州ウォバシュ、アメリカ合衆国
- IWI (KIWI) – Wiscasset 空港 – Wiscasset (town), Maine、アメリカ合衆国
- IWJ (RJOW) – 石見空港（萩・石見空港） – 島根県益田市、日本
- IWK (RJOI) – 岩国飛行場（岩国錦帯橋空港） – 山口県岩国市、日本
- IWO (RJAW) – 硫黄島航空基地 – 東京都硫黄島、日本
- IWS (KIWS) – ウエストヒューストン空港 – テキサス州ヒューストン、アメリカ合衆国

### IX
- IXA (VEAT) – アガルタラ空港（Singerbhil 空港）– トリプラ州アガルタラ、インド
- IXB (VEBD) – Bagdogra 空港 – 西ベンガル州シリグリ、インド
- IXC (VICG) – チャンディーガル空港 – チャンディーガル、インド
- IXD (VIAL) – アラハバード空港 / Bamrauli 空軍基地 – ウッタル・プラデーシュ州イラーハーバード、インド
- IXE (VOML) – マンガルール国際空港 – カルナータカ州マンガルール、インド
- IXG (VABM) – ベラガヴィ空港 – ベラガヴィ、インド
- IXH (VEKR) – Kailashahar Airport – Kailashahar、インド
- IXI (VELR) – Lilabari Airport – North Lakhimpur、インド
- IXK (VAKS) – Keshod Airport – Keshod、インド
- IXL (VILH) – Leh Airport – レー、インド
- IXM (VOMD) – マドゥライ空港 – タミル・ナードゥ州マドゥライ、インド
- IXN (VEKW) – Khowai Airport – Khowai、インド
- IXP (VIPK) – Pathankot Airport – Pathankot、インド
- IXQ (VEKM) – Kamalpur Airport – Kamalpur, Tripura、インド
- IXR (VERC) – ビルサ・ムンダ空港 – ジャールカンド州ラーンチー、インド
- IXS (VEKU) – Kumbhirgram Airport – Silchar、インド
- IXT (VEPG) – Pasighat Airport – Pasighat、インド
- IXU (VAAU) – アウランガーバード空港 – マハーラーシュトラ州アウランガーバード、インド
- IXZ (VOPB) – ヴィール・サーヴァルカル国際空港 – ポートブレア、インド

### IY
- IYK (KIYK) – Inyokern 空港 – Inyokern, California、アメリカ合衆国
- IYS (PAWS) – Wasilla 空港 – Wasilla, Alaska、アメリカ合衆国

### IZ
- IZA (SBZM) – Zona da Mata 地域空港 – ミナスジェライス州ジュイス・デ・フォーラ、ブラジル連邦共和国
- IZG (KIZG) – Eastern Slopes 地域空港 – Fryeburg (town), Maine、アメリカ合衆国
- IZO (RJOC) – 出雲空港（出雲縁結び空港） – 島根県出雲市、日本
- IZT (MMIT) – Ixtepec 空港 –オアハカ州 Ixtepec、メキシコ合衆国